# UNA施特拉森足球會
施特拉森運動聯盟足球會（FC UNA Strassen）是一支位於盧森堡施特拉森的職業足球會，目前於盧森堡國家足球聯賽角逐。

## 外部連結
- FC UNA Strassen official website （页面存档备份，存于）